# Mesembrius ingratus
Mesembrius ingratus är en tvåvingeart som först beskrevs av Friedrich Hermann Loew 1858.  Mesembrius ingratus ingår i släktet Mesembrius och familjen blomflugor.
Artens utbredningsområde är Kongo. Inga underarter finns listade i Catalogue of Life.